# InnoDB
InnoDB – mechanizm (silnik, ang. engine) składowania danych, zaprojektowany przez fińską firmę Innobase Oy, która została przejęta w 2006 przez koncern Oracle Corporation.
Dystrybuowany jest głównie na licencji GNU General Public License. Jest obecny standardowo we wszystkich nowych wersjach MySQL, a od wersji 5.5 jest dla MySQL mechanizmem domyślnym.
Zastosowanie InnoDB umożliwia korzystanie z takich funkcji bazodanowych jak transakcje i klucze obce. Jest też zgodny ze standardem ACID. W silniku tym dostępne są dwa sposoby magazynowania danych: plik lub grupa plików wspólne dla wszystkich baz i tabel, lub też po jednym pliku z danymi dla każdej tabeli z osobna. Inne ważne cechy InnoDB to: blokady na poziomie wierszy, możliwość kompresji danych, oraz MVCC.
Nowość w rozwojowej wersji MySQL 5.6.4 to wsparcie wyszukiwania pełnotekstowego w InnoDB. Funkcja ta działa także szybciej niż w MyISAM. Tym samym został wyeliminowany główny powód, dla którego niektóre aplikacje były zmuszone wciąż korzystać z tabel MyISAM.